# Buried Silence
Buried Silence – trzeci album projektu Ice Ages, wydany w 2008 roku przez wytwórnię Napalm Records.
Autorem większości tekstów jest Grigorii Petrenko (Grom), natomiast tekst utworu Essential Loss napisał Lorenz Graf. 

## Lista utworów
1. Intro - 3:23
2. Buried Silence - 6:26
3. Regret - 5:49
4. From Grey to... - 6:13
5. Icarus - 4:42
6. Through the Mirror - 5:38
7. Essential Loss - 5:07
8. Enemy Inside - 6:07
9. Tormented in Grace - 5:38
10. Curse - 5:34